# Магомаев, Магомет Муслимович
Магомет Муслимович Магомаев (азерб. Məhəmməd Müslüm oğlu Maqomayev; 27 июля 1916, Баку — 24 апреля 1945, близ Трептов-парка, пригород Берлина) — советский театральный художник и мультипликатор. Участник Великой Отечественной войны.
Сын композитора, заслуженного деятеля искусств Азербайджанской ССР Абдул-Муслима Магомаева. Отец певца, народного артиста СССР Муслима Магомаева.

## Биография

### Детство и юность
Магомет (по некоторым документам — Магомед) Магомаев родился в 1916 году в Баку, улица Январская, дом 19/113 (ныне в этом доме по улице Хагани, 19 расположен Союз художников Азербайджана), в семье композитора и дирижёра, одного из основоположников азербайджанской классической музыки Абдул-Муслима Магомаева и его супруги Байдигюль Терегуловой. Согласно документам — азербайджанец по национальности. У Магомета был старший брат Джамал-Эддин, ставший впоследствии министром промышленности, заместителем председателя Совета Министров Азербайджанской ССР.
Магомет умел играть на рояле и петь. Работая театральным художником, Магомаев оформлял спектакли в Баку и Майкопе. Создавал мультипликации. Все свои наброски, после завершения театральной постановки или выхода мультфильма, Магомет Магомаев уничтожал, считая, по предположениям сына, что «раз все состоялось, то и не надо никаких эскизов, никаких архивов».

### Военные годы
С началом Великой Отечественной войны, Магомет Магомаев был призван Бакинским городским военкоматом в ряды РККА. С октября 1942 года участвовал в боях на Северо-Кавказском фронте. C февраля 1943 года — член ВКП (б). С августа 1943 года служил в 823-м артиллерийским полку вновь сформированной 301-й стрелковой дивизии (3-го формирования). Дивизия вошла в состав 9-го стрелкового корпуса 5-й ударной армии Южного фронта. Служил разведчиком в 823-м артиллерийскoм полку.
С ноября 1943 года по октябрь 1944 года 9-й стрелковый корпус в разное время действовал в составе 5-й ударной, 28-й и 57-й армий 4-го и 3-го Украинских фронтов. 6 октября 1944 года, за боевые заслуги на 3-м Украинском фронте сержант Магомет Магомаев был награждён орденом Красной Звезды.
В начале ноября 1944 года 9-й стрелковый корпус в составе находившейся в резерве Ставки ВГК 5-й ударной армии, был направлен на 1-й Белорусский фронт. 24 января 1945 года командир 823-го артиллерийского полка подполковник Г. Г. Похлебаев представил командира отделения разведки взвода управления дивизиона полка старшего сержанта Магомаева Магомеда Муслимовича за боевые заслуги к награждению орденом Ленина. Представление командира полка вышестоящей инстанцией было отклонено и 10 февраля он был награждён орденом Красного Знамени.
20 марта М. Магомаев был награждён орденом Отечественной войны II степени.

### Гибель
Магомет Магомаев погиб 24 апреля 1945 года в Германии, недалеко от Трептов-парка под Берлином. Был похоронен на территории Польши, в местности Кшивин Грыфиньски, вместе с другими погибшими воинами 823-го полка. 22 мая 1945 года старший сержант Магомет Магомаев был награждён орденом Отечественной войны I степени (посмертно).
В 1952 году останки погибших, включая и останки Магомета Магомаева, были перезахоронены в братских могилах на кладбище в Хойне.

## Семья
Со своей будущей супругой, актрисой Айшет Ахмедовной (по сцене Кинжалова) Магомет встретился в Майкопе, где Айшет играла в драматическом театре, а Магомаев оформлял спектакль. Пара уехала в Баку и поженилась. От этого брака родился сын Муслим, ставший впоследствии известным оперным и эстрадным певцом.
Дяди Магомета Магомаева по матери Али и Ханафи Терегуловы были известными в своё время оперными певцами. Тётя по матери, Малейка Терегулова, была супругой известного азербайджанского композитора Узеира Гаджибекова.